# WTA Challenger Tampico
Das WTA Challenger Tampico (offiziell: Abierto Tampico) ist ein Tennisturnier der WTA Challenger Series, das seit 2022 in der mexikanischen Stadt Tampico auf dem Gelände des Centro Libanés Mexicano de Tampico ausgetragen wird.

## Siegerliste

### Einzel
| Jahr | Siegerin               | Finalgegnerin   | Ergebnis       |
| ---- | ---------------------- | --------------- | -------------- |
| 2022 | Elisabetta Cocciaretto | Magda Linette   | 7:65, 4:6, 6:1 |
| 2023 | Emina Bektas           | Anna Kalinskaja | 6:3, 3:6, 7:63 |
| 2024 | Marina Stakusic        | Anna Blinkowa   | 6:4, 2:6, 6:4  |

### Doppel
| Jahr | Siegerinnen                             | Finalgegnerinnen                   | Ergebnis  |
| ---- | --------------------------------------- | ---------------------------------- | --------- |
| 2022 | Tereza Mihalíková Aldila Sutjiadi       | Ashlyn Krueger Elizabeth Mandlik   | 7:5, 6:2  |
| 2023 | Kamilla Rachimowa Anastassija Tichonowa | Sabrina Santamaria Heather Watson  | 7:65, 6:2 |
| 2024 | Carmen Corley Rebecca Marino            | Alina Kornejewa Polina Kudermetowa | 6:3, 6:3  |